# Breatharianismus
Breatharianismus nebo také inedia (anglicky breathe = dýchati, latinsky inedia = půst) je názorový směr, podle kterého není pro lidský život nutné jíst a v některých případech ani pít. Podle breatharianismu, který vychází z tradičního indického lékařství Ájurvédy, mají lidé schopnost přežívat pouze z prány, či podle jiných odnoží ze slunečního záření. V křesťanství se objevuje mystický jev tzv. inedie, kdy někteří mystici žijí delší časový úsek bez jakékoliv fyzické stravy a v závislosti pouze na přijímání svátosti eucharistie, kdy tento jev je zastánci breatharianismu mylně zařazován právě pod breathariánství, ačkoliv se od něj podstatně liší jak ve svém východisku, tak ve svém průběhu i cíli a nelze proto obojí směšovat, neboť v nich není v ničem shoda, pouze jistá podobnost v absenci běžné potravy.
Vědecká komunita považuje breatharianismus za pseudovědu odporující poznatkům biologie, chemie a fyziky. Byly zdokumentovány případy přívrženců těchto praktik, kteří na následky hladovění či dehydratace zemřeli.

## Představitelé
Výraznou představitelkou je Australanka známá jako Jasmuheen, vlastním jménem Ellen Greveová. Tvrdí, že získává veškeré potřebné živiny z prány, Božího světla, univerzální životní síly. V její knize Living on light, se doporučuje 21 denní program, který zastaví stárnutí a umožní dosáhnout nesmrtelnosti.
Breathariáni existují i v USA, kde dokonce existuje i Breathariánský institut, který vede Wiley Brooks.
Mezi české osobnosti spojené s breathariánstvím patří Igor Chaun či Petr Tichý.
Mezi představitele breatharianismu často bývají jeho zastánci zařazováni i křesťanští mystici, jako např. Terezie Neumannová, Anděla z Foligna, Mikuláš z Flüe nebo Marta Robinová, kteří někdy i desítky let žili bez jakékoliv hmotné potravy a nápoje. Jedná se však o hrubé metodologické pochybení, neboť žádná z těchto osobností se nikdy neodkazuje na nějakou všudepřítomnou neosobní energii, ze které by bylo možné za pomocí nějaké metody čerpat energii, ale vždy vypovídají o ničím nezasloužené milosti, kterou obdrželi nečekaně od Boha, zejména ve spojení s přijímáním křesťanské svátosti eucharistie. Právě eucharistii považují tyto křesťanské osobnosti za zdroj své veškeré životní síly a existence a právě eucharistie této mystické inédii křesťanských mystiků vždy předchází, jak samy dosvědčují. Tato skutečnost vždy byla ve své době, nakolik to bylo tehdy možné, podrobována přísnému zkoumání církve i lékařů (např. Terezie Neumannová, Mikuláš z Flüe ad.).

## Skeptické hodnocení breatharianismu
Na krátkodobý půst jsou mezi lékaři názory rozdílné, představy o vyčištění těla od „strusky“, jedovatých látek půstem ze střeva nebo o zlepšení imunity nebyly prokázány, ale jako motivační úvod do redukčních metod u obézních se půst doporučuje [zdroj?]. Dlouhodobý půst může tělo jen poškodit a představy breathariánů o možnosti existovat bez potravy a pití jsou nebezpečným nesmyslem, jak ukazují případy úmrtí (podle informace francouzského breathariána Henriho Monforta se jednalo o zemřelé, kteří při nalezení jejich ostatků měli při sobě literaturu zabývající se brethariánstvím – jejich smrt nebyla zapříčiněna praktikováním brethariánství). U Greveové ostatně novináři našli plnou spíž jídla. Breatharianismus je jen výnosné šarlatánství, protože naivita lidí je nezměrná a vždy se najdou lidé, kteří kupují knihy a platí drahé kurzy breathariánských guruů. Dýchání lze v oblasti pseudomedicíny využít i jiným způsobem, jak ukazuje „dýchání léčebné“ a také holotropní dýchání českého autora Stanislava Grofa.